# Бидасоа
Бидасоа (фр. Bidassoa) је река у Француској. Дуга је 66 km. Улива се у Атлантски океан. 